# Tiberiu Bottlik
Tiberiu Bottlik (n. 16 octombrie 1884, Biserica Albă, Banatul Sârbesc —  d. 13 octombrie 1974, Bocșa) a fost un pictor și sculptor român din Banat.

## Anii de început
S-a născut în data de 16 octombrie 1884 în orașul Biserica Albă (Banatul Sârbesc). 
După absolvirea școlii primare și a liceului, își începe peregrinările de studii prin diferite ateliere particulare sau academii de artă din orașele Europei.
În 1904 a fost admis la Academia de Artă din Viena, apoi a studiat pictura la München și Paris.
La Paris a avut ocazia să studieze și sculptura.

## Opera
Din 1927 Tiberiu Bottlik se stabilește la Bocșa, activitatea lui în domeniul artelor plastice câștigând în complexitate. 
Alături de pictură în ulei, artistul realizează o serie de 10 peisaje în acuarelă, microportrete, schițe și medalioane cu subiecte hazlii, lucrate în tuș. 

În sculptură se face remarcat prin lucrări în marmură, piatră naturală și în ghips. Cimitirul catolic din Bocșa deține o expoziție în aer liber a sculpturilor din piatră și marmură realizate de Bottlik. De asemenea, în parcul din fața primăriei orașului Bocșa tronează ostașul -  monument al eroilor din Primul Război Mondial - din piatră naturală. În curtea Uzinei Bocșa există câteva grupuri statuare reprezentând oameni din uzină. Pe străzile orașului există grupuri statuare, din păcate unele sunt deja degradate.
Artistul Tiberiu Bottlik a trăit foarte modest întreaga viață, pe care și-a dedicat-o creației. 
S-a stins în 13 octombrie 1974 la Bocșa, fiind înmormântat în cimitirul catolic din Bocșa Montană, bustul montat fiind realizat de sculptorul Octav Iliescu din București.